# Bezendjas
Les Bezendjas sont une tribu pillarde Brahouie du Baluchistan, citée notamment par Jean-Baptiste Benoît Eyriès en 1824 dans Abrégé des voyages modernes depuis 1780 jusqu'à nos jours et par Sir Henry Pottinger en 1818 dans Voyages dans le Belouchistan et le Sindhy.
Un personnage nommé Razul, dit « le Bezendjas », apparaît à différentes reprises dans les Aventures de Blake et Mortimer par Edgar P. Jacobs.